# تجمیع مالیاتی
تجمیع مالیاتی (انگلیسی: Tax consolidation) یک نظام مالیاتی است که به گروهی از شرکت‌های وابسته اجازه می‌دهد تا به عنوان یک واحد مالیاتی واحد برای اهداف مالیاتی در نظر گرفته شوند. در این سازوکار، شرکت‌های عضو گروه می‌توانند سود و زیان خود را با یکدیگر ترکیب کنند و به این ترتیب، سود یک شرکت می‌تواند زیان شرکت دیگری را جبران کند. این امر منجر به کاهش مالیات کل گروه می‌شود، زیرا تنها سود خالص کل گروه مشمول مالیات خواهد شد. همچنین، تجمیع مالیاتی می‌تواند پیچیدگی‌های مربوط به معاملات بین شرکت‌های عضو گروه را کاهش دهد و فرایند پرداخت مالیات را ساده‌تر کند.